# Église Saint-Martin d'Escales
L'église Saint-Martin est une église romane située à Escales, village situé dans le nord du massif des Corbières, dans le département français de l'Aude en région Occitanie.

## Historique
L'église romane Saint-Martin d'Escales fut construite au XIIe siècle.
Elle fait l'objet d'un classement au titre des monuments historiques depuis le 13 juin 1913.

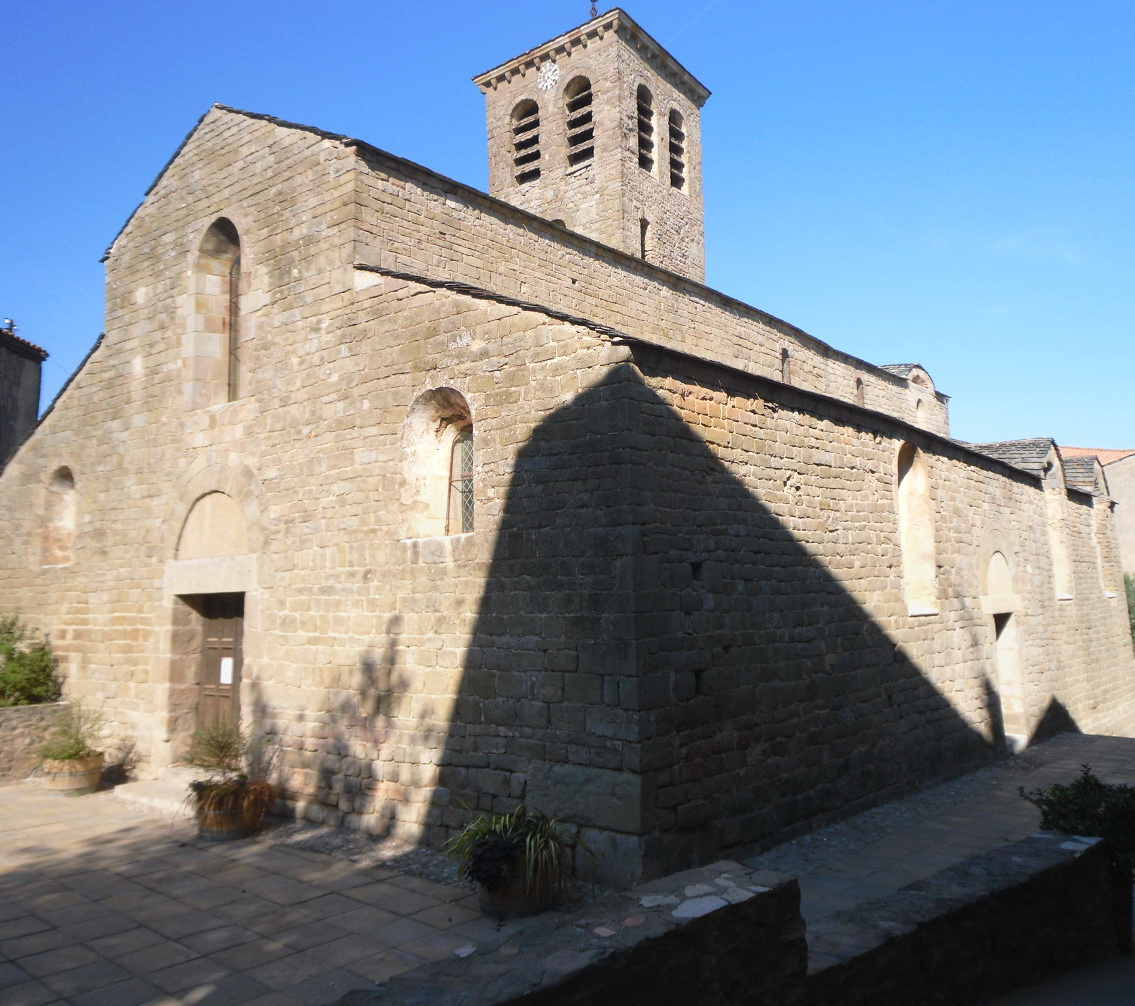
La façade

## Architecture

### Chevet roman
L'église possède un remarquable chevet roman lombard à triple abside.
L'abside et les absidioles, couvertes d'ardoises, présentent une décoration de bandes lombardes composées de lésènes et d'arcatures. 
Chacune d'elles est percée d'une fenêtre à simple ébrasement dont l'arc est mis en valeur par un cordon de basalte noir qui en borde l'extrados.
La maçonnerie du chevet est percée de nombreux trous de boulin (trous destinés à ancrer les échafaudages).

Le chevet roman
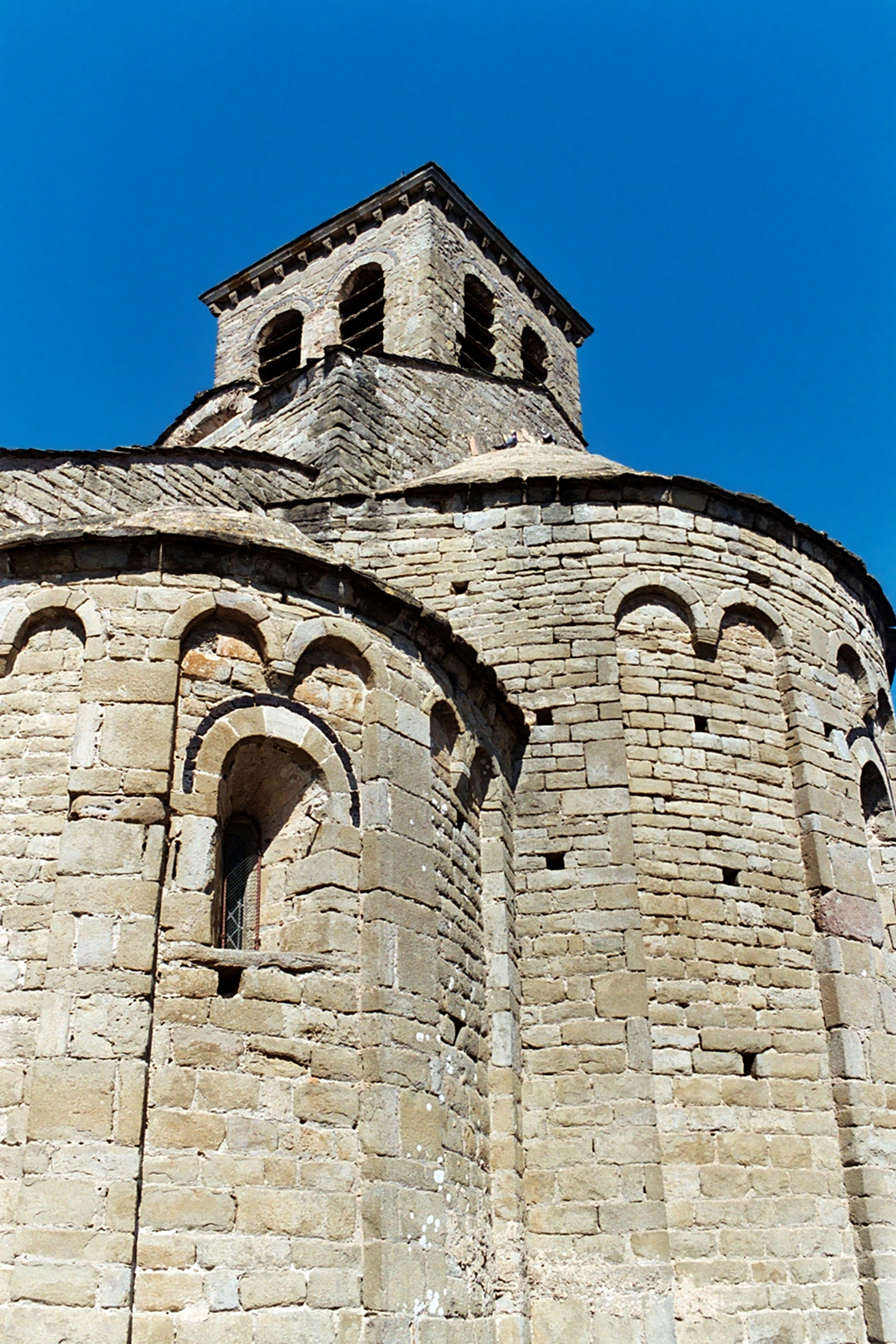
Abside, absidiole et clocher.
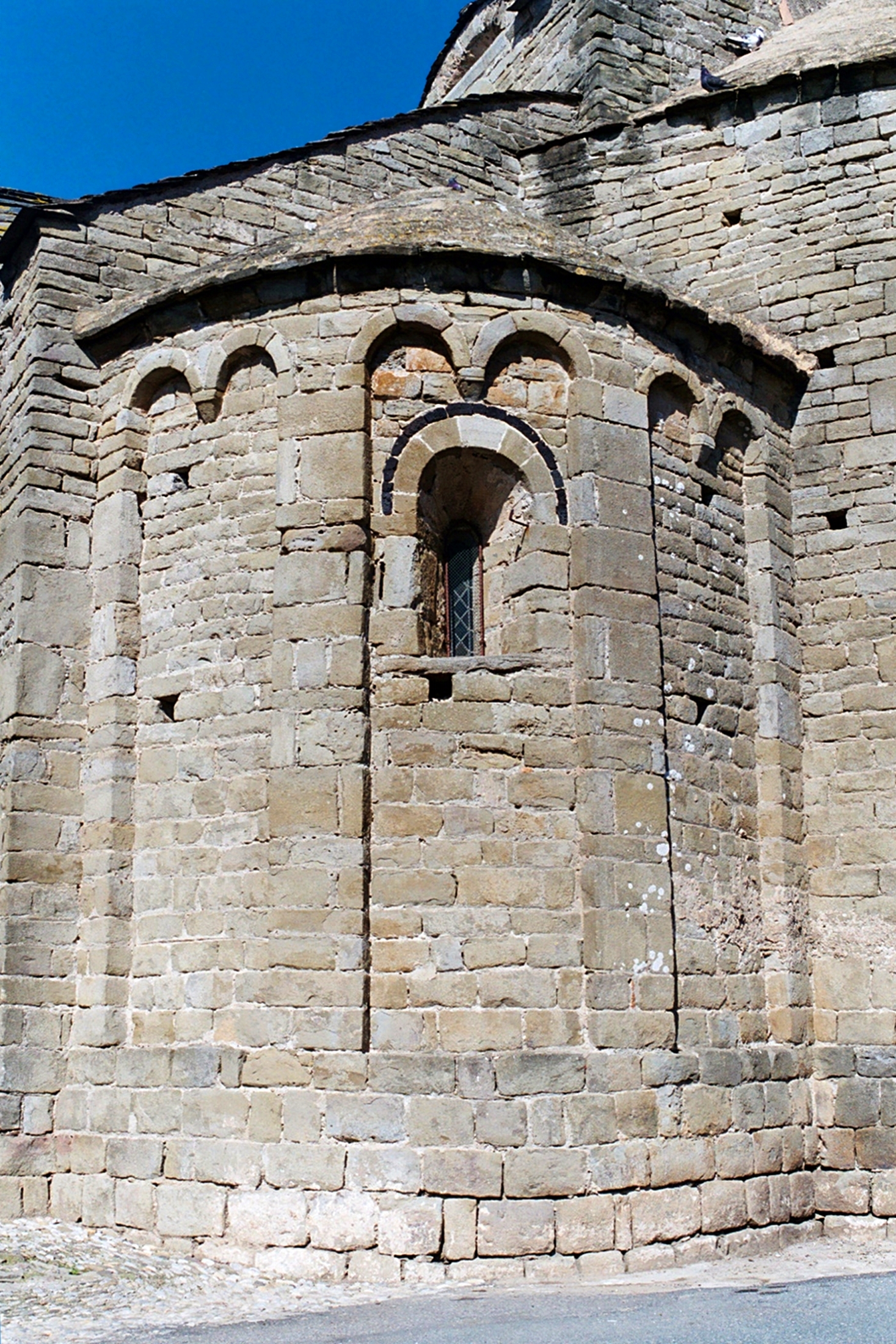
Absidiole gauche.
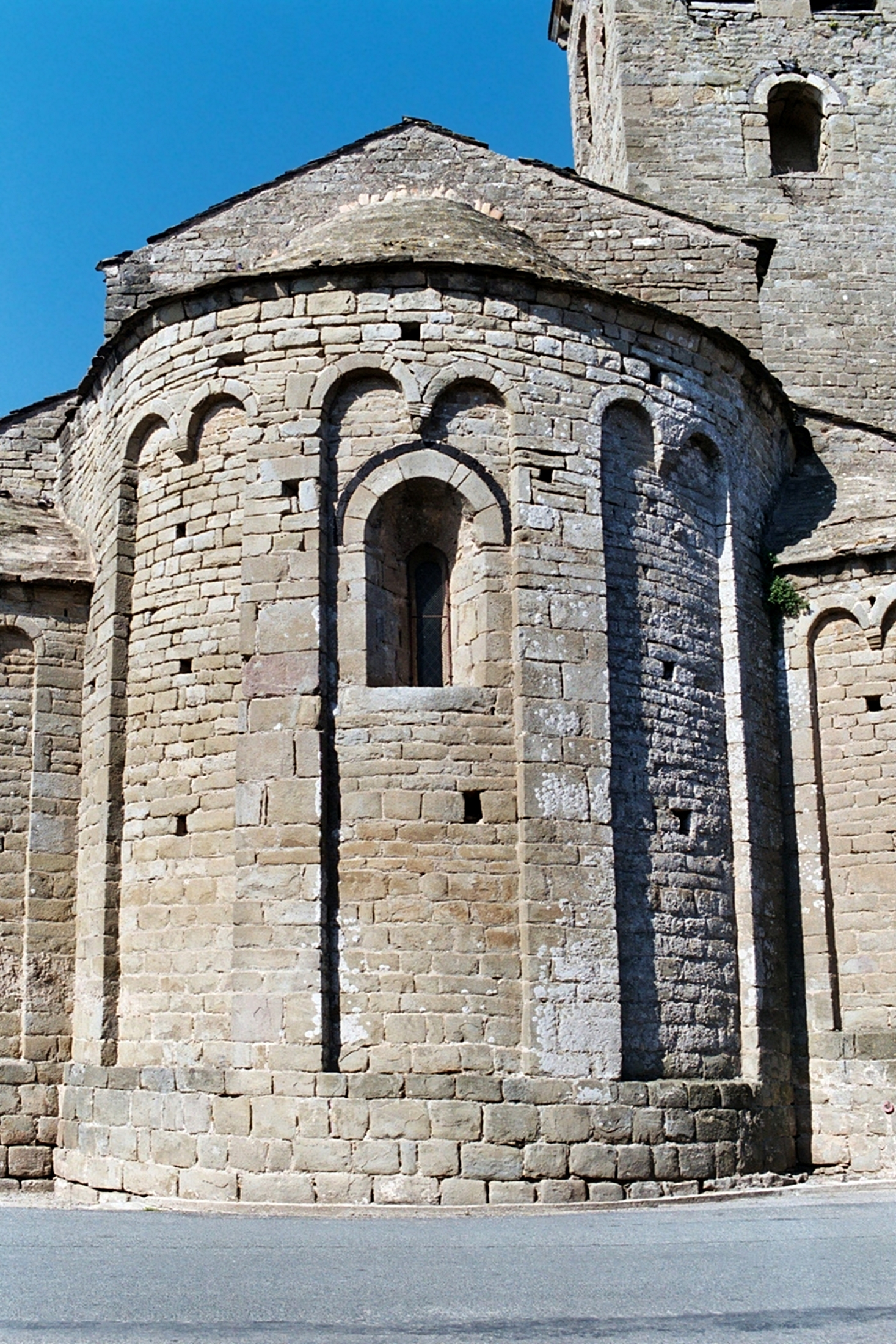
Abside centrale.

### Clocher roman
L'église Saint-Martin d'Escales possède également un clocher roman percé au dernier niveau de baies géminées et surmonté d'une corniche saillante supportée par des modillons.

### Façade
À l'ouest, l'église présente une façade simple, percée d'une porte rectangulaire surmontée d'un puissant linteau de pierre portant un tympan bordé d'un double arc de pierre.
Cette porte est surmontée d'une haute baie cintrée à simple ébrasement et flanquée de baies plus petites.